# Chlorophytum gilletii
Chlorophytum gilletii là một loài thực vật có hoa trong họ Măng tây. Loài này được Compère mô tả khoa học đầu tiên năm 1962.